# Mausolée de Khoja Ahmed Yasavi

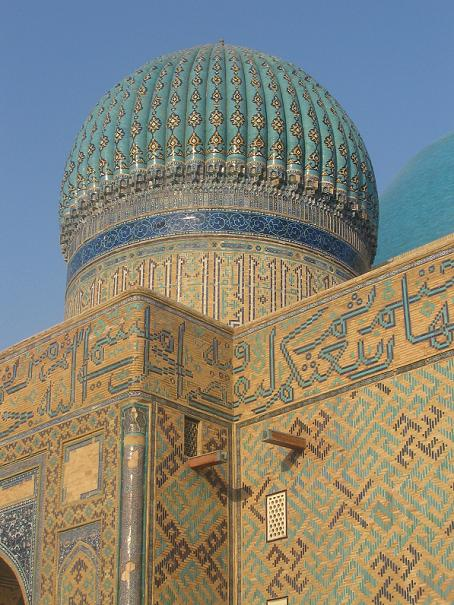
Vue rapprochée d’un dôme du mausolée

Le mazar de Khoja Ahmed Yasavi est un mausolée inachevé de la ville de Turkestan (ou Türkistan, ou Hazrat-e Turkestan), au sud du Kazakhstan. En 2002, il devint le premier patrimoine kazakh reconnu par l’UNESCO comme patrimoine mondial de l’humanité.
La structure actuelle a été commandée en 1389 par Tamerlan pour remplacer un plus petit mausolée du XIIe siècle d’un maître soufi célèbre, Khoja Ahmed Yasavi (av. 1103–1166). Les maîtres constructeurs de Perse érigèrent un bâtiment rectangulaire haut de 39 mètres en gantch, c’est-à-dire en brique cuite mêlée de mortier et d’argile, et couronné du dôme le plus grand jamais construit en Asie centrale. Ce double dôme, décoré de tuiles vertes et dorées, mesure 18,2 mètres de diamètre et 28 mètres de haut.
Le maître architecte (mimar) de la structure serait Khwaja Hosein Shirazi.(ref., p. 140)
Le bâtiment, l’un des plus grands de son époque, fut laissé inachevé à la mort de Tamerlan en 1405. Comme les dirigeants ultérieurs lui accordèrent peu d’attention, le mausolée est arrivé jusqu’à nous comme la mieux préservée de toutes les constructions timourides.
La salle principale abrite le Tay kazan.